# Lotta greco-romana ai Giochi della XIV Olimpiade - Pesi medio-massimi
La competizione della categoria pesi medio-massimi (fino a 87 kg) di lotta greco-romana dei Giochi della XIV Olimpiade si è svolta dal 3 al 6 agosto al Earls Court Exhibition Centre a Londra.

## Formato
Ad ogni incontro venivano assegnate le seguenti penalità:
- 0 = Al vincitore per schienata
- 1 = Al vincitore per decisione
- 2 = Allo sconfitto per decisione (1 giudici contro 2)
- 3 = Allo sconfitto per decisione (0 giudici contro 3)
- 3 = Allo sconfitto per schienata

Con cinque penalità o più il lottatore veniva eliminato.

## Risultati
| Legenda                                  | Legenda |
| ---------------------------------------- | ------- |
| Lottatore con 5 penalità o più Eliminato |         |

### 1º Turno
Si è disputato il 3 agosto.
| Vincitore               | Pen. | Risultato | Sconfitto            | Pen. |
| ----------------------- | ---- | --------- | -------------------- | ---- |
| Mustafa Avcioğlu-Çakmak | 1    | 3:0       | Adolfo Ramírez       | 3    |
| Karl-Erik Nilsson       | 0    | Schienata | Gyula Kovács         | 3    |
| Umberto Silvestri       | 1    | 3:0       | Athanasios Kambaflis | 3    |
| Kelpo Gröndahl          | 0    | Schienata | Karel Istaz          | 3    |
| Erling Stuer Lauridsen  | 1    | 3:0       | Ibrahim Mahgoub      | 3    |
| Peter Enzinger          | 0    | Schienata | Albin Dannacher      | 3    |
| Ibrahim Orabi           | 0    | Schienata | Ken Richmond         | 3    |

### 2º Turno
Si è disputato il 4 agosto.
| Vincitore              | Pen. | Risultato  | Sconfitto               | Pen. |
| ---------------------- | ---- | ---------- | ----------------------- | ---- |
| Gyula Kovács           | 4    | 3:0        | Adolfo Ramírez          | 6    |
| Karl-Erik Nilsson      | 1    | 3:0        | Mustafa Avcioğlu-Çakmak | 4    |
| Karel Istaz            | 4    | 3:0        | Athanasios Kambaflis    | 6    |
| Kelpo Gröndahl         | 0    | Schienata  | Umberto Silvestri       | 4    |
| Erling Stuer Lauridsen | 1    | Schienata  | Peter Enzinger          | 3    |
| Ibrahim Orabi          | 0    | Schienata  | Albin Dannacher         | 6    |
| Ken Richmond           | 3    | Per Ritiro | Ibrahim Mahgoub         |      |

### 3º Turno
Si è disputato il 5 agosto.
| Vincitore         | Pen. | Risultato  | Sconfitto               | Pen. |
| ----------------- | ---- | ---------- | ----------------------- | ---- |
| Ken Richmond      | 3    | Schienata  | Mustafa Avcioğlu-Çakmak | 7    |
| Gyula Kovács      | 4    | Schienata  | Karel Istaz             | 7    |
| Karl-Erik Nilsson | 2    | 3:0        | Erling Stuer Lauridsen  | 4    |
| Kelpo Gröndahl    | 1    | 3:0        | Peter Enzinger          | 6    |
| Ibrahim Orabi     | 0    | Per Ritiro | Umberto Silvestri       |      |

### 4º Turno
Si è disputato il 5 agosto.
| Vincitore         | Pen. | Risultato | Sconfitto              | Pen. |
| ----------------- | ---- | --------- | ---------------------- | ---- |
| Gyula Kovács      | 5    | 3:0       | Ibrahim Orabi          | 3    |
| Karl-Erik Nilsson | 2    | Schienata | Ken Richmond           | 6    |
| Kelpo Gröndahl    | 1    | Schienata | Erling Stuer Lauridsen | 7    |

### 5º Turno
Si è disputato il 6 agosto.
| Vincitore         | Pen. | Risultato | Sconfitto     | Pen. |
| ----------------- | ---- | --------- | ------------- | ---- |
| Karl-Erik Nilsson | 2    | Schienata | Ibrahim Orabi | 6    |
| Kelpo Gröndahl    | 1    | Esentato  |               |      |

### Turno finale
Si è disputato il 6 agosto.
| Vincitore         | Pen. | Risultato | Sconfitto      | Pen. |
| ----------------- | ---- | --------- | -------------- | ---- |
| Karl-Erik Nilsson | 3    | 3:0       | Kelpo Gröndahl | 4    |

## Classifica finale
| Pos.    | Atleta                  | Nazione       |
| ------- | ----------------------- | ------------- |
| Oro     | Karl-Erik Nilsson       | Svezia        |
| Argento | Kelpo Gröndahl          | Finlandia     |
| Bronzo  | Ibrahim Orabi           | Egitto        |
| 4       | Gyula Kovács            | Ungheria      |
| 5       | Ken Richmond            | Gran Bretagna |
| 6       | Erling Stuer Lauridsen  | Danimarca     |
| 7       | Peter Enzinger          | Austria       |
| 8       | Karel Istaz             | Belgio        |
| 8       | Mustafa Avcioğlu-Çakmak | Turchia       |
| 10      | Umberto Silvestri       | Italia        |
| 11      | Adolfo Ramírez          | Argentina     |
| 11      | Athanasios Kambaflis    | Grecia        |
| 11      | Albin Dannacher         | Svizzera      |
| 14      | Ibrahim Mahgoub         | Libano        |